# Рока Приора
Рока Приора (итал. Rocca Priora) је насеље у Италији у округу Рим, региону Лацио.
Према процени из 2011. у насељу је живело 9034 становника. Насеље се налази на надморској висини од 607 м.

## Становништво
Према резултатима пописа становништва 2011. у општини је живело 10.819 становника.
| 1931. | 1936. | 1951. | 1961. | 1971. | 1981. | 1991. | 2001.  | 2011.  |
| ----- | ----- | ----- | ----- | ----- | ----- | ----- | ------ | ------ |
| 3.132 | 3.222 | 3.516 | 4.054 | 4.414 | 6.391 | 8.456 | 10.002 | 10.819 |

## Партнерски градови
- Золанд ан дер Шпре